# Trichospermum morotaiense
Trichospermum morotaiense är en malvaväxtart som beskrevs av André Joseph Guillaume Henri Kostermans. Trichospermum morotaiense ingår i släktet Trichospermum och familjen malvaväxter. Inga underarter finns listade i Catalogue of Life.